# Petra Laseur

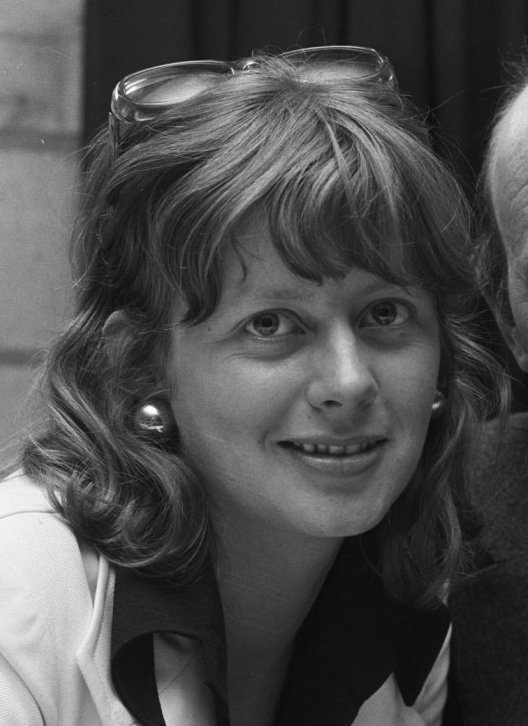
Petra Laseur, 1973

Petra Maria Laseur (* 26. November 1939 in Amsterdam; † 11. April 2025) war eine niederländische Schauspielerin. Sie war die Tochter der Schauspielerin Mary Dresselhuys (1907–2004) und des Schauspielers Cees Laseur (1899–1960).

## Lebenslauf
Laseur erhielt ihre Ausbildung an der Amsterdamse Toneelschool. Ihre Bühnenkarriere begann sie 1959 in dem Stück Geleerde Dames (De Nederlandse Comedie) und war jahrelang Ensemblemitglied des Amsterdamer Publiekstheater. 1986 wechselte sie zur Toneelgroep Amsterdam. Drei Jahre später arbeitete sie erfolgreich als freie Schauspielerin ohne Ensemblebindung. Sie war verheiratet mit dem aus Friesland stammenden Dichter und Werbetexter Martin Veltman (1928–1995).
2011 spendete Petra Laseur eine ihrer Nieren an einen (zunächst) unbekannten Empfänger.
Petra Laseur erhielt gleich zwei Mal, 1973 und 1981, den begehrten Theaterpreis Theo d’Or. Zuletzt erteilte sie Unterricht an der Theaterschule.

## Film
- Het afscheid (1966), als Laure
- Flanagan (1975), als Cathy Poelaar
- Achter glas (1981), als Eva
- De mannetjesmaker (1983), als Meta Ouderkerk
- Antonia (Antonias Welt, 1995), als Mère Theodora
- Familie (2001), als Els
- The Discovery of Heaven (Romanverfilmung: Die Entdeckung des Himmels von 2001), als Hebamme
- Bella Bettien (2002), als Mutter
- Leef! (Im Labyrinth des Lebens), als
- Bride Flight (2008), als die alte Marjorie

## Radio
- De oorlogskoningin (Hörspiel, 2015), als Königin Wilhelmina[3]

## Fernsehen

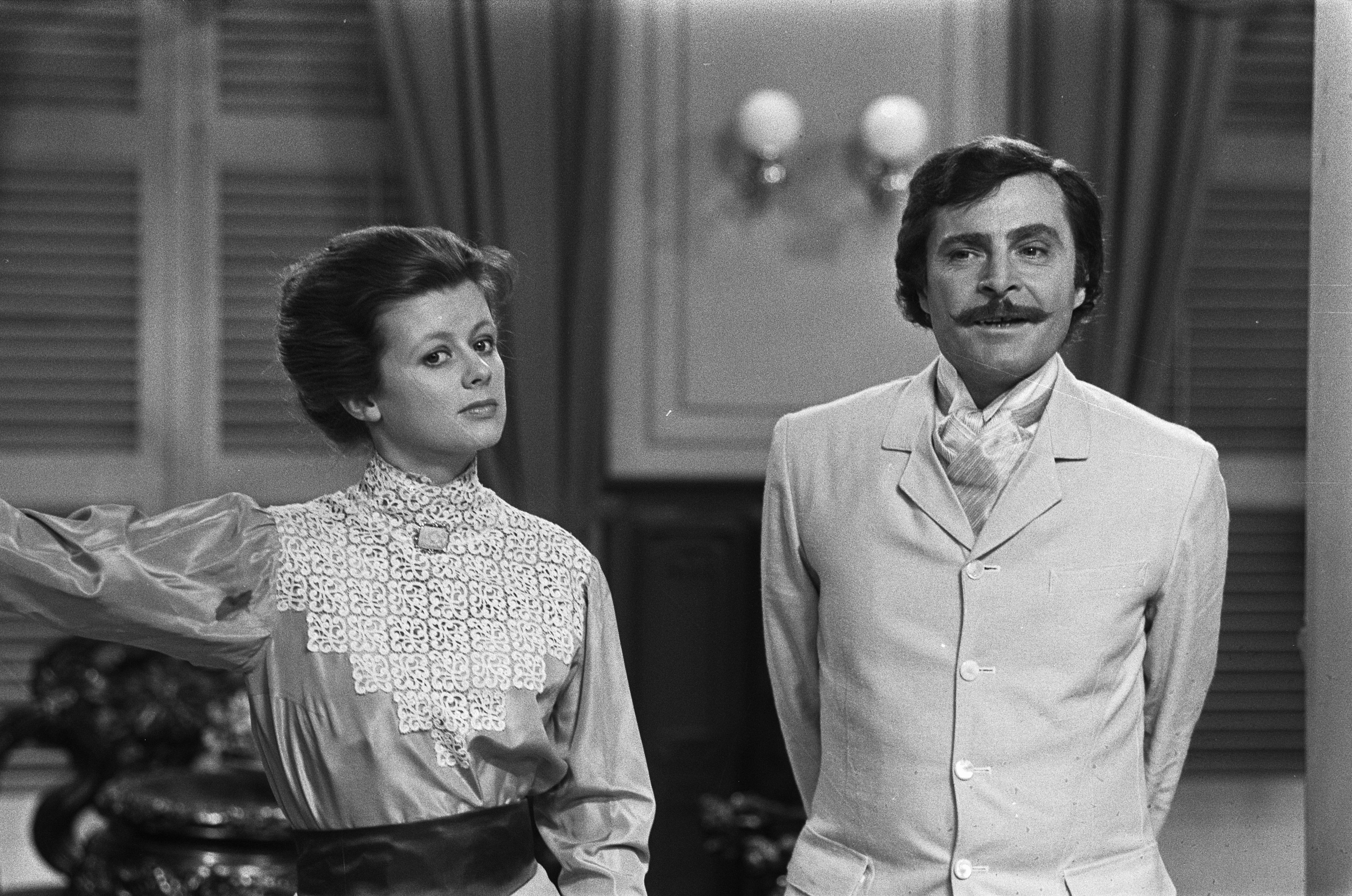
Petra Laseur mit Ton Kuyl in dem Fernsehdreiteiler De Stille Kracht von 1974

- De Stille Kracht (Dreiteiler, 1974), als Eva Eldersma
- Dossier Verhulst (1986–1987), als Nicolle Lebbink
- Zaterdagavondcafé (1992), als Jolle Blom
- Unit 13 (1998–1999), als Charlotte Prinsen
- Rozengeur & Wodka Lime (2005), als Phil De La Fuentera
- Man & Paard (2006), als Francine de Wolf
- Levenslied (2011–2013), als Hanneke van Basten Batenburg, Maman, Maman Hanneke
- Nooit te oud (Fernsehfilm, 2013), als Rita Tondu

## Theater
- Soldaat van Oranje (Musical, 2011), als Königin Wilhemina
- We want more (2016)

## Auszeichnungen
- 1973 – Theo d’Or
- 1981 – Theo d’Or
- 2014 – ShortCutz Amsterdam Annual Award, Beste Schauspielerin (Viskom)